# Острів Наумова
О́стрів Нау́мова (рос. Остров Наумова) — невеликий острів в затоці Петра Великого Японського моря. Знаходиться за 880 м на південний схід від острова Попова. Адміністративно належить до Первомайського району Владивостока Приморського краю Росії.

## Географія
Острів округлої форми з невеликою вузькою косою на північному заході. Острів критий широколистими лісами. З трьох боків, за винятком південного скелястого узбережжя, обмежений гальковими та валунними пляжами. З північного заходу пляж найширший та найзаросліший рідкім лісом і морською шипшиною. Там же є джерело прісної води.
Острів є одним з найвідвідуванішим туристами, так як зручний для стоянки і знаходиться поряд з островом Попова.